# Stian Bech
Stian Bech, född 11 april 1903 i Kristiania (nuvarande Oslo), död i april 1959 i Bærum, var en norsk soldat och nazist som under andra världskriget verkade inom norska polisen. Enligt den norska författaren och journalisten Marte Michelet tillhörde bland andra Bech och Wilhelm Wagner de tjänstemän som var helt avgörande för att Förintelsen i Norge kunde komma till stånd.

## Biografi
Bech inträdde i Nasjonal Samling i september 1940 och några månader senare i Hirden. I maj 1941 värvades Bech till Waffen-SS och sändes till Sennheim i det ockuperade Alsace för bland annat ideologisk skolning. Därefter skickades han till Graz i Österrike för intensiv fysisk och militär träning. Efter genomgången utbildning placerades Bech i Regiment Westland inom Division Wiking i närheten av Lublin. Bech kom dock inom kort att ingå i 1. SS-Brigade under befäl av Friedrich Jeckeln; dessa brigader hade till uppgift att följa i Einsatzgruppens fotspår och säkra nyerövrade områden i Sovjetunionen. För sina insatser tilldelades Bech Östfrontsmedaljen. I juni 1942 påbörjade han en månadslång kurs vid Politischer Führerschule i Berlin och påföljande månad återkom han till Norge och fick anställning vid statspolisen. I augusti 1942 befordrades Bech till konstabel i Statspolitiet och året därpå blev han politibetjent.
Som förhörsledare i den tyska ockupationsmaktens tjänst blev Bech beryktad för extrem tortyr. Offren piskades med läderpiskor och slogs med gummiklubbor och batonger. Bech lät hänga upp offren i rep och anordnade skenavrättningar. Torterarna drog ut naglar på offren och plågade dem även med brinnande cigaretter, glödande järn och stålklämmor. Vissa av tortyroffren avled. Bech ingick även i exekutionsplutoner.
I maj 1945 internerades Bech på Akershus fästning. År 1947 dömdes han av Eidsivating lagmannsrett till livstids fängelse för sina brott under kriget. Åklagaren hade yrkat på dödsstraff. Bech benådades i juli 1954 efter att ha varit internerad i Bjørkelangens tvångsarbetsläger i Akershus fylke.